# Szeméremtest
A szeméremtest (latinul vulva) az emlősöknél a női nemi szervek többnyire külső, látható struktúráit foglalja magában, amelyek a női nemi szervek belsejébe vezetnek. Az ember esetében a szeméremtest, a nagyajkak, a kisajkak, a csikló, az előcsarnok, a húgycső, a hüvelybemenet, a szűzhártya és az előcsarnokmirigyek (Bartholin- és Skene-mirigyek) nyílásai tartoznak ide. A külső és belső szeméremajkak redői kettős védőréteget képeznek a hüvely számára (amely a méhbe vezet). A medencefenék izmai támogatják a szeméremtest struktúráit.
A szeméremtest fejlődését követően a születés, a gyermekkor, a pubertás, a menopauza és a menopauza utáni időszakban változások következnek be. A szeméremtest megjelenése, különösen a szeméremajkak tekintetében, igen változatos. A szeméremtestet számos rendellenesség érintheti, ami gyakran irritációhoz vezethet.
A különböző kultúrák különböző nézeteket vallottak a szeméremtestről. Egyes ősi vallások és társadalmak vallásosan imádták a szeméremtestet. A hinduizmusban a főbb hagyományok a mai napig ezt folytatják. 
Bár a vagina az anatómia különálló része, gyakran a vulva szinonimájaként használták.
A szeméremtest megjelenése igen változatos. Ennek nagy része a kisajkak méretének, alakjának és színének jelentős különbségeiben rejlik. Bár kisebb ajkaknak nevezik őket, gyakran jelentős méretűek lehetnek, és kiállhatnak a nagyajkakon kívülre. A vulva egyéb variációi közé tartozik a Fordyce-foltok megjelenése és a klitoriszfimózis (amikor a klitorisz csuklyája nem tud visszahúzódni.)

## Funkció és fiziológia
A szeméremtestnek fontos szerepe van a reproduktív rendszerben. A méh számára biztosítja a bejáratot és a védelmet, valamint biztositja a megfelelő meleget és nedvességetl, amelyek segítik a szexuális és reproduktív funkciókat. A szeméremtest gazdag idegrendszerrel rendelkezik, és megfelelő ingerlés esetén élvezetet nyújt. A szeméremtest a szeméremcsontnak nyújt párnázást a közösülés során.
A szeméremtesthez számos különböző váladék tartozik, többek között vizelet (a húgycsőnyílásból vizeléskor a külső záróizom ellenőrzésével), verejték (az apokrin mirigyekből), menstruáció (a hüvelyből az introituson keresztül távozik), faggyú (a faggyúmirigyekből), lúgos folyadék (a Bartholin-mirigyekből), nyálka (a Skene-mirigyekből), hüvelyi síkosság a hüvelyfalból és szmegma. A szmegma az elhalt sejtek, bőrolajok, nedvesség és természetesen előforduló baktériumok kombinációjából képződő fehér anyag, amely a nemi szervekben képződik. Nőknél ez a megvastagodott váladék a csikló és a szeméremdomb redői körül gyűlik össze.